# Apiopetalum
Apiopetalum là chi thực vật thuộc phân họ Mackinlayoideae của họ Apiaceae, chi gồm 2 loài. Các loài trong chi là những cây bụi, cao khoảng 6m, là những loài có lá đơn. Chi này chỉ phân bố ở New Caledonia.